# Bahnhof Schöppenstedt
Der Bahnhof Schöppenstedt ist ein Bahnhof an der Bahnstrecke Wolfenbüttel–Oschersleben in Schöppenstedt (Landkreis Wolfenbüttel).

## Geschichte
Der Bahnhof Schöppenstedt wurde im Juli 1843 mit der Bahnstrecke aus Wolfenbüttel eröffnet, die weiter über den Bahnhof Jerxheim zum Bahnhof Oschersleben führte.
Das heutige Bahnhofsgebäude wurde am Ende des 19. Jahrhunderts erbaut und diente lange Zeit der Bahn. In den 1990er Jahren wurden die Räumlichkeiten im hinteren Bereich als Kindergarten, Jugendzentrum und Kiosk benutzt. Heute befinden sich dort Wohnungen und Büros. 2003 hat eine Werbeagentur das denkmalgeschützte Gebäude von der Stadt erworben und aufwändig saniert. Es steht als Einzeldenkmal unter Denkmalschutz.
Seit der Einstellung des Zugverkehrs Richtung Helmstedt im Jahr 2007 ist von der einstigen Bahnstrecke Wolfenbüttel–Jerxheim nur noch der Abschnitt über Wolfenbüttel nach Braunschweig in Betrieb, auf dem stündlich ein Zug pro Richtung verkehrt. Das Gleis wurde kurz vor der östlich vom Bahnhof angrenzenden Bundesstraße 82 getrennt und mit einem Prellbock versehen.

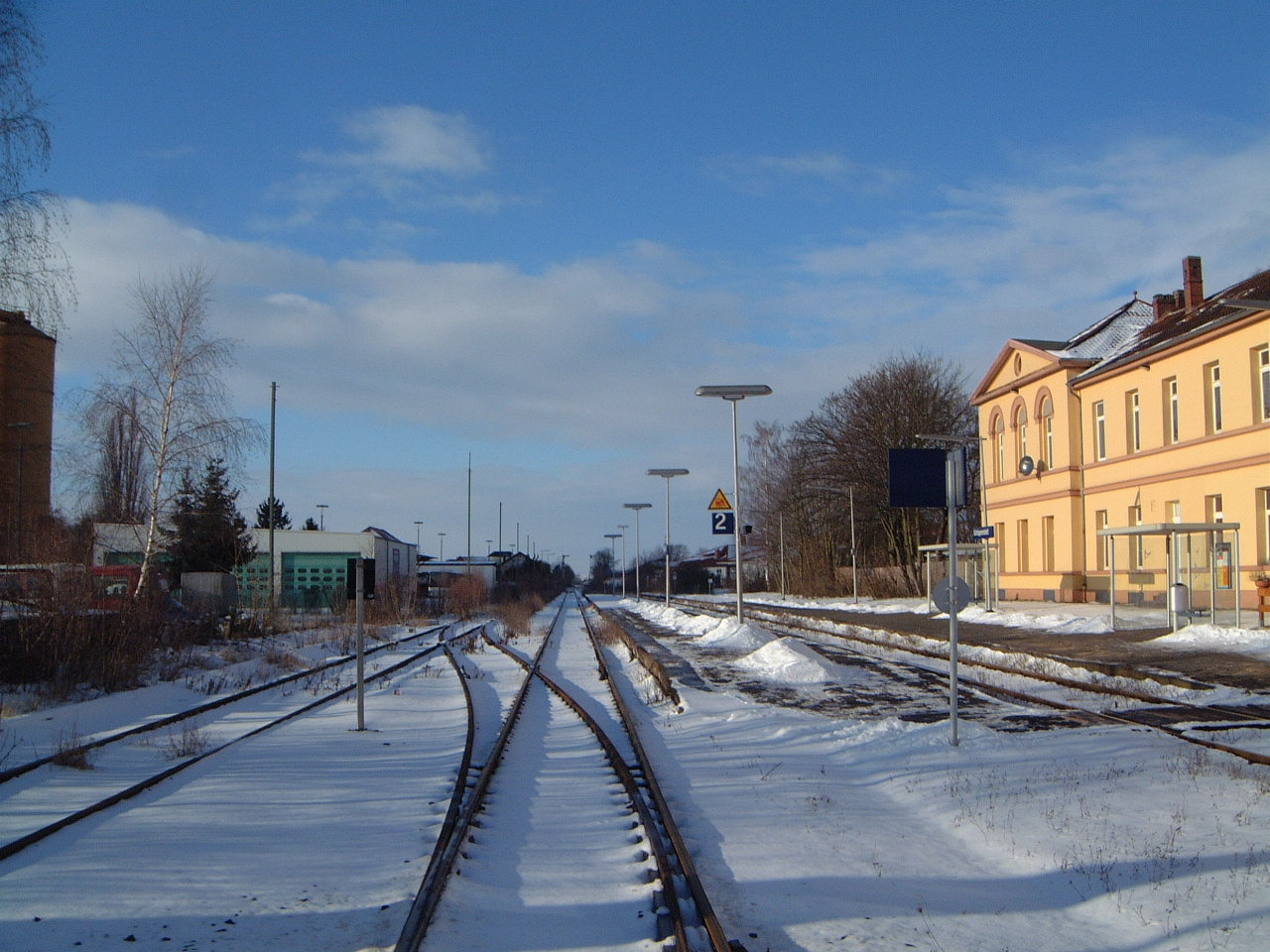
Gleiskörper 12 Jahre vor dem Umbau, 2005
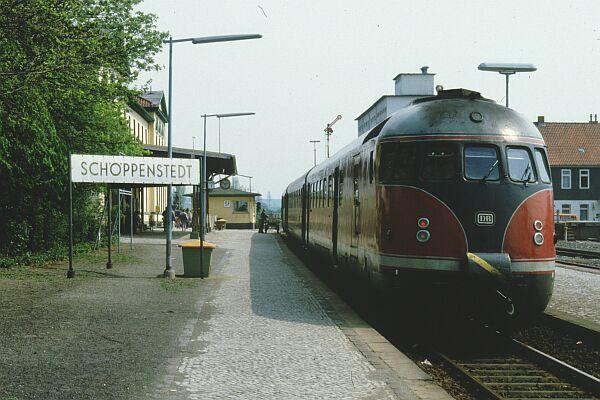
Baureihe 613 in Schöppenstedt, 2006

### Sanierung
Der Bahnhof Schöppenstedt wurde in das Sanierungsprogramm Niedersachsen ist am Zug! III aufgenommen. Am 19. April 2017 wurde die Modernisierung des Bahnhofs Schöppenstedt durch den niedersächsischen Verkehrsminister Olaf Lies offiziell begonnen.
Zum Zeitpunkt der Sanierung im Jahr 2017 verfügte der Bahnhof Schöppenstedt über zwei Bahnsteige mit einer Länge von 177 Metern und 144 Metern. Im Rahmen der Sanierung wurden alle Bahnanlagen bis auf das durchgehende Gleis 2 und Teile des Gleises 1 zurückgebaut. Das Gleis 1 wurde mit einer einzelnen Weiche an die Bahnstrecke angebunden, um eine Abstellmöglichkeit für Verstärkerfahrten zu bieten.
Der ehemalige Hausbahnsteig am Gleis 1 wurde aufgegeben. Am Gleis 2 wurde ein neuer, barrierefreier Bahnsteig mit einer Höhe von 55 Zentimetern und einer Länge von 140 Metern eröffnet.
Am 18. März 2019 wurde der ZOB Schöppenstedt eröffnet und damit die Sanierung des Bahnhofs Schöppenstedt beendet. Die Gesamtkosten der Sanierung beliefen sich auf etwa 2,4 Millionen Euro, die Hälfte davon wurde durch das Land Niedersachsen gezahlt.

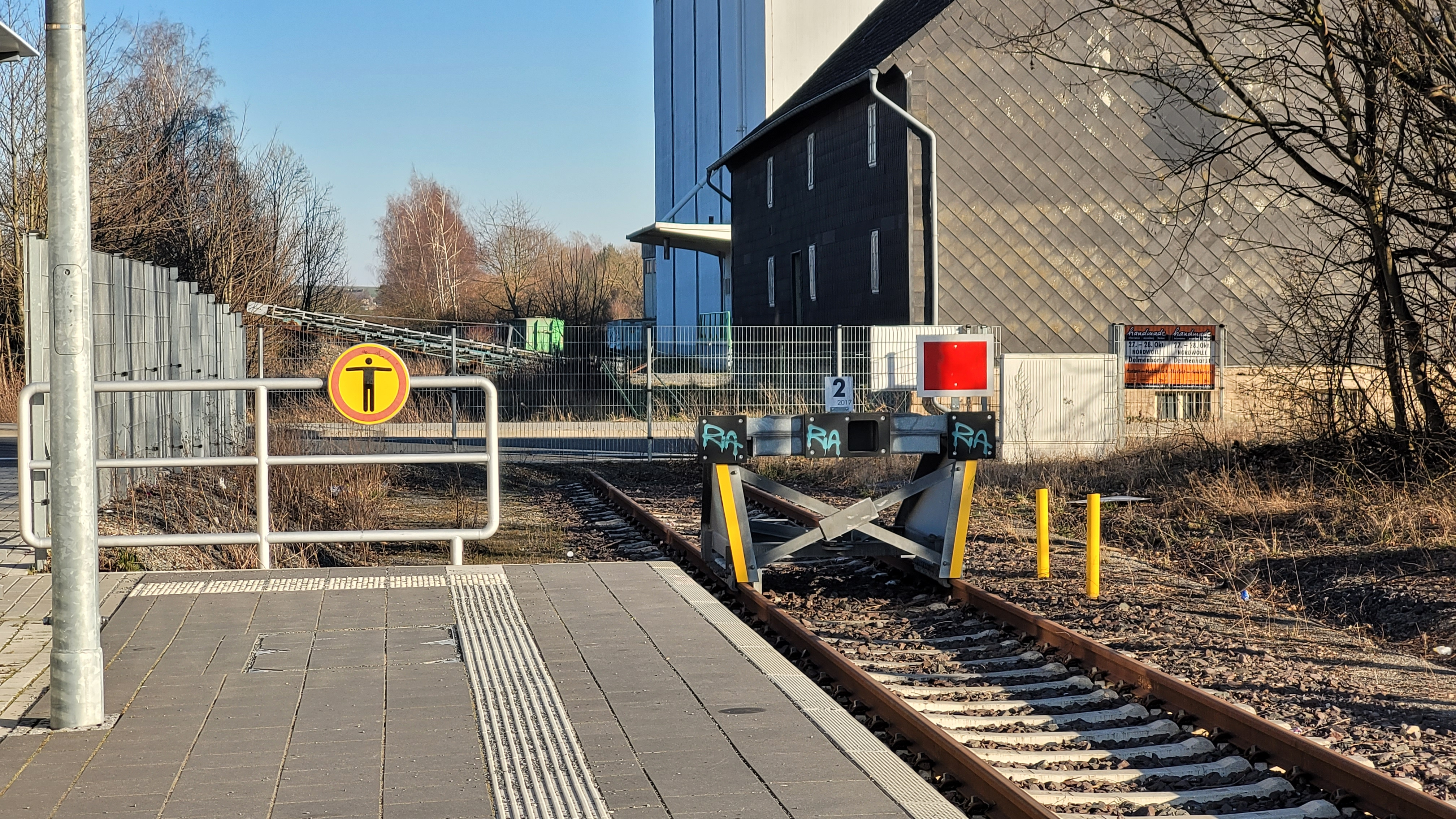
Ende der Bahnstrecke Wolfenbüttel–Oschersleben im Bahnhof
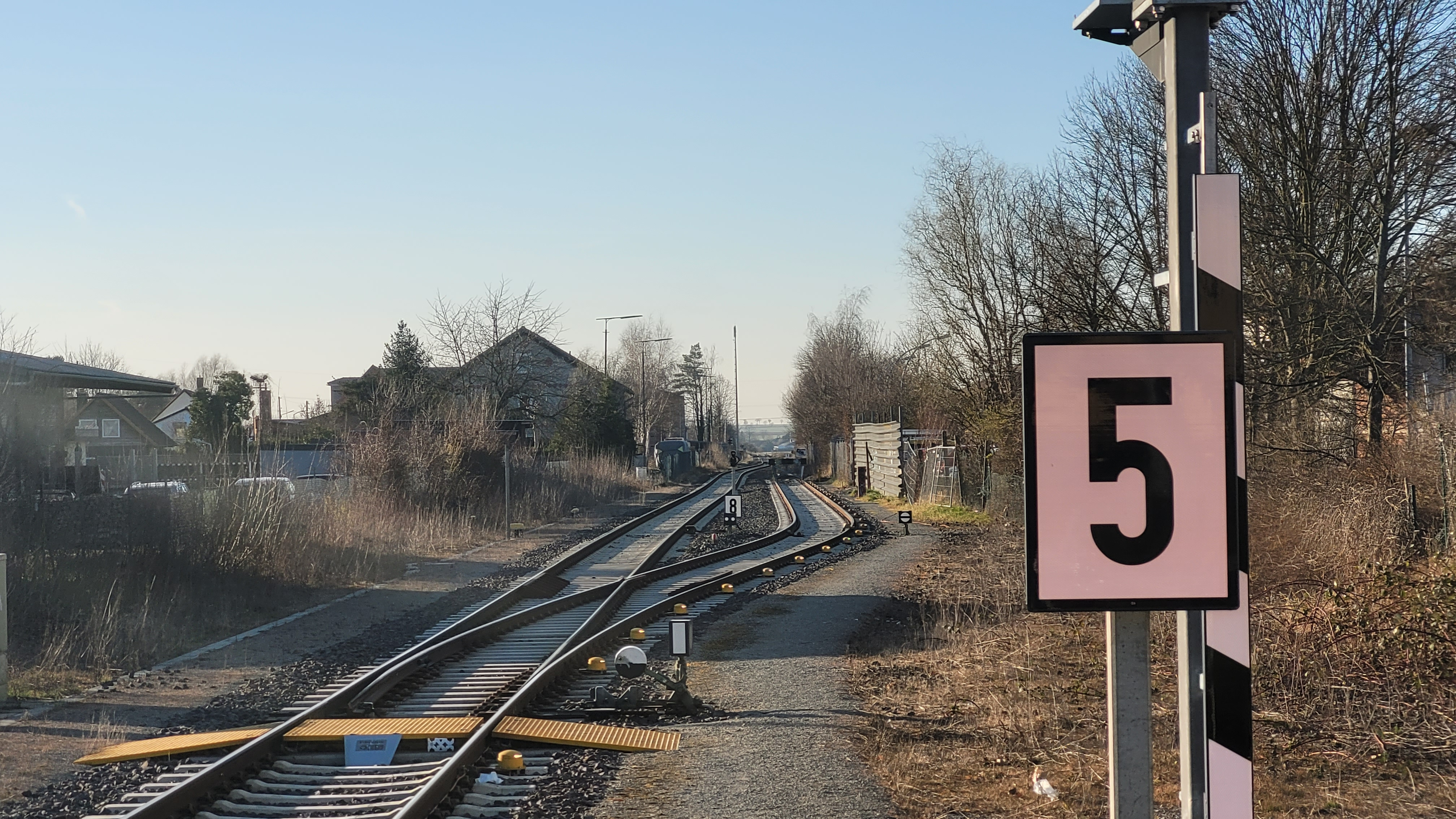
Gleisanlagen nach der Sanierung (2022)

## Bedienung
| Linie                    | Linienverlauf                                           | Takt (min) |
| ------------------------ | ------------------------------------------------------- | ---------- |
| RB 45                    | BS Hauptbahnhof – Wolfenbüttel – Dettum – Schöppenstedt | 060        |
| Stand: 11. Dezember 2022 |                                                         |            |

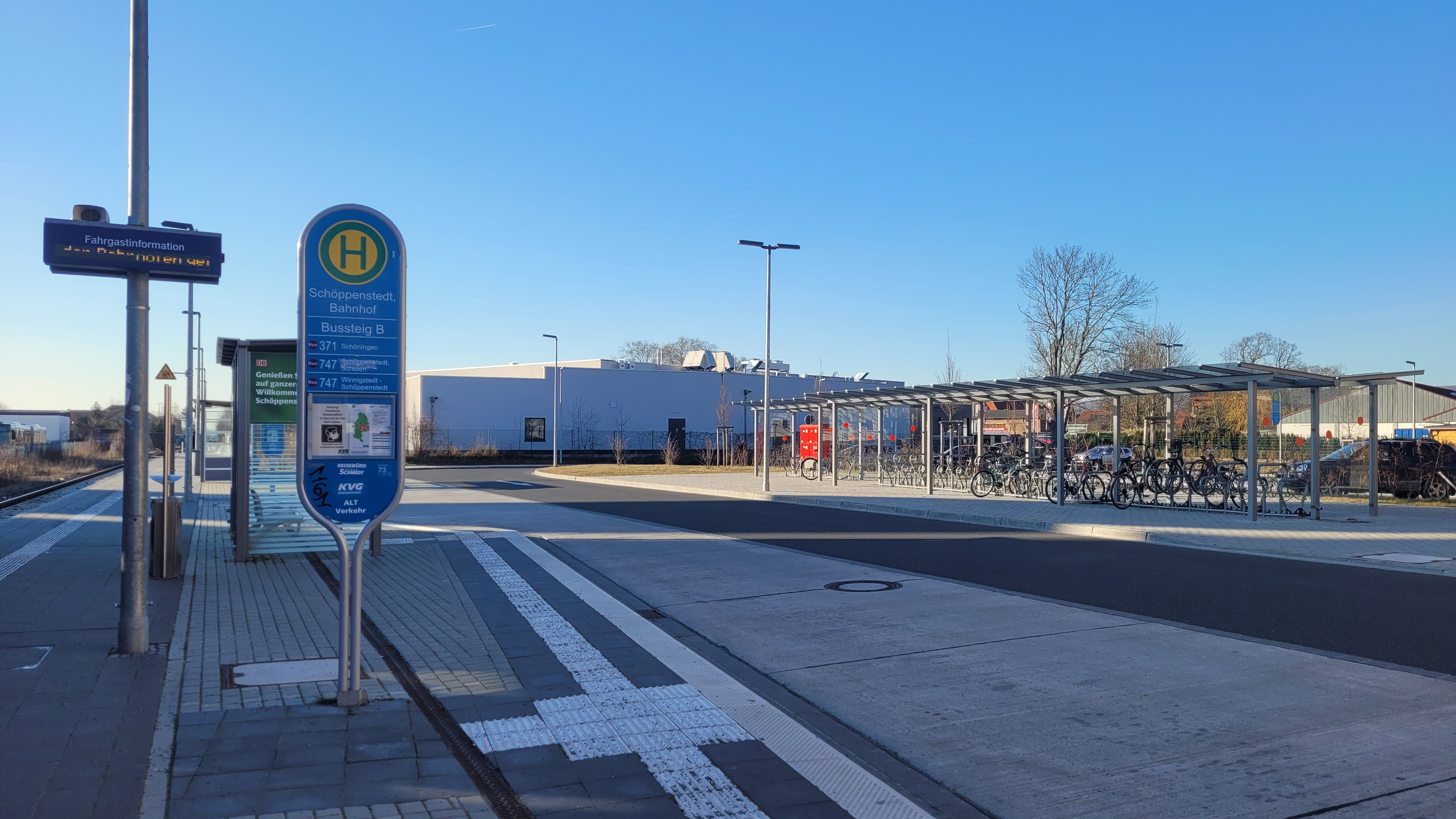
ZOB Schöppenstedt (2022)

Der Regionalverband Großraum Braunschweig plant seit 2022 konkret, die RB 45 bis zum Bahnhof Schöppenstedt zu einem 30-Minuten-Takt zu verdichten.
Der Regionalbus 370 bedient den Bahnhof im Stundentakt (Mo–Fr) beziehungsweise im Zweistundentakt und bindet Schöningen und Helmstedt sowie die Orte dazwischen an den Bahnhof an. Ein Anschluss an die RB 45 ist explizit im Fahrplan berücksichtigt.